# Chingyŏng Simhŭi
Chingyŏng Simhŭi (ur. 855, zm. 923) – koreański mistrz sŏn, faktyczny założyciel szkoły sŏn pongnim, jednej z 9 górskich szkół sŏn.

## Życiorys
Urodził się w królewskiej rodzinie Kim.
Już w wieku 9 lat został uczniem mistrza sŏn Hyŏnika. W wieku 19 lat został wyświęcony na pełnego mnicha. Należał do tych buddystów koreańskich, którzy nigdy nie udali się do Chin po nauki u mistrzów chińskich. Był najwybitniejszym z 2500 uczniów mistrza Hyŏnika.
Z pomocą przyszłego króla Hyogonga (pan. 898–913) założył klasztor Pongnim na górze o tej samej nazwie, który przyciągnął kilkuset uczniów. Najbardziej znanym z nich był Ch'anyu Togwang.

## Linia przekazu Dharmy zen
Pierwsza liczba oznacza liczbę pokoleń mistrzów od 1 Patriarchy indyjskiego Mahakaśjapy.
Druga liczba oznacza liczbę pokoleń od 28/1 Bodhidharmy, 28 Patriarchy Indii i 1 Patriarchy Chin.
Trzecia liczba oznacza początek nowej linii przekazu w danym kraju.
- 35/8 Mazu Daoyi (709–788) szkoła hongzhou
  - 36/9 Zhangjing Huaihui (755–818) (także Huaidao)
    - 37/10/1 Hyŏnik (787–868) szkoła pongnim – Korea
      - 38/11/2 Chingyŏng Simhŭi (855–923)
        - 39/12/3 Kyŏngjil
        - 39/12/3 Yungjie
        - 39/12/3 Ch'anyu Togwang (869–958)
          - 40/13/4 Hŭnhong
          - 40/13/4 Tonggwang
          - 40/13/4 Haenggŭn
          - 40/13/4 Chŏnin
          - 40/13/4 Kŭmgyŏng
          - 40/13/4 Hunsŏn
          - 40/13/4 Chunhae